# Повіт Кані
Пові́т Ка́ні (яп. 可児郡, かにぐん, МФА: [kaɲi guɴ]) — повіт у префектурі Ґіфу, Японія.